# Tzaneen
Tzaneen – miasto, zamieszkane przez 14 571 ludzi (2011), w Republice Południowej Afryki, w prowincji Limpopo.
Miasto leży ok. 420 km na północny wschód od Johannesburga, w regionie rolniczym.